# Sphinx nisseni
Sphinx nisseni är en fjärilsart som beskrevs av Rothschild och Jordan 1916. Sphinx nisseni ingår i släktet Sphinx och familjen svärmare. Inga underarter finns listade i Catalogue of Life.